# Pterolophia luctuosa
Pterolophia luctuosa es una especie de escarabajo longicornio del género Pterolophia, subfamilia Lamiinae. Fue descrita científicamente por Pascoe en 1863.
Se distribuye por Australia. Posee una longitud corporal de 9,9-13,5 milímetros.